# Euryphagus ustulatus
Euryphagus ustulatus är en skalbaggsart som beskrevs av Julien Achard 1912. Euryphagus ustulatus ingår i släktet Euryphagus och familjen långhorningar. Inga underarter finns listade i Catalogue of Life.